# Campellolebias brucei
Campellolebias brucei là một loài cá thuộc họ Rivulidae. Chúng là loài đặc hữu của Brasil.